# قراءة يحيى اليزيدي
قراءة يحيى اليزيدي، هي قراءة للقرآن منسوبة إلى أبي محمد يحيى بن المبارك اليزيدي. وهي إحدى القراءات الأربع الشاذة قراءة الأعمش وابن محيصن المكي والحسن البصري، وهي القراءات الزائدة على القراءات العشر الصحيحة، وهذه القراءات اختل فيها شرط التواتر في الأسانيد.
لكن قراءته لم يخرج فيها عن القراءات السبع، ولأنها لم تبلغ أسانيدها حد القبول، فاعتبرت شاذة، قال الذهبي: وله اختيار في القراءة، لم يخرج فيه عن السبع، وقال ابن الجزري: وله اختيار خالف فيه أبا عمرو في حروف يسيرة، قرأت به من كتاب المبهج والمستنير وغيرهما.

## أسانيد قراءته

### روايته عن أبي عمرو
له طرق كثيرة، ومنها ما ذكره السلار في طبقات القراء حيث قرأ الصائغ على كمال الدين، وقرأ كمال الدين على أبي الجود، وهو قرأ على الشريف الخطيب، وهو قرأ على  أبي الحسين الخشاب، وهو قرأ على الشيرازي، وقرأ الشيرازي على أبي الحسن علي بن عمر ، عرف بابن الحمّامي، وقرأ على زيد بن أبي بلال الكوفي، وقرأ بها على أحمد بن فرح المفسر، وقرأ على أبي عمر الدّوري، وقرأ الدوري على يحيى بن المبارك اليزيدي، وقرأ اليزيدي على أبي عمرو بن العلاء.

### قراءة اليزيدي الخاصة به
قال محمد بن أحمد الصائغ: قرأت بها على ابن فارس، وقرأ ابن فارس على الكندي، وقرأ الكندري على سبط الخياط، وقرأ سبط على أبي الفضل العباسي، وقرأ أبو الفضل على أبي عبد الله محمد بن الحسين، وقرأ أبو عبد الله على أبي بكر الشّذائي، على ابن الصّلت، على السّري بن مكرم، على أبي أيوب الخياط سليمان بن الحكم، وقرأ أبو أيوب على اليزيدي في اختياره في القراءة الخاصة به غير الرواية التي رواها عن أبي عمرو أربع عشرة كلمة.

## الكتب المؤلفة في قراءة يحيى اليزيدي
- الفريدي في اختيار اليزيدي أو كتاب (الفريدي في أخبار اليزيدي) من تأليف إبراهيم بن عمر الجعبري، مات سنة (732هـ - 1332م) وفي أوله: (بسم الله.. ذكر ما اختاره يحيى اليزيدي مخالفة لإمامه أبي عمرو بن العلاء البصري من نظم برهان الدين الجعبري).[7]